# Saint-Jean-Lherm
Saint-Jean-Lherm là một xã ở tỉnh Haute-Garonne vùng Occitanie tây nam nước Pháp. Xã Saint-Jean-Lherm nằm ở khu vực có độ cao trung bình 192 mét trên mực nước biển.